# George Elliott (Fußballspieler)
George Washington Elliott (* 7. Januar 1889 in Sunderland; † 27. November 1948 in Middlesbrough) war ein englischer Fußballspieler.

## Sportlicher Werdegang
Elliott spielte zunächst für den FC Redcar Crusaders sowie den FC South Bank. Im Mai 1909 schloss der Stürmer sich dem FC Middlesbrough an, für den er fortan in der First Division auflief. Der Klub schwankte in der Tabelle zunächst zwischen Mittelfeldposition und Abstiegskampf. In der Spielzeit 1913/14 erzielte er 32 Tore und führte den Klub als Torschützenkönig der höchsten Spielklasse auf den dritten Tabellenplatz, dies war die beste Position der Vereinsgeschichte. Während der Ligaspielbetrieb im Ersten Weltkrieg im englischen Fußball zum Erliegen kam und er zeitweise bei den Royal Engineers diente, lief er als Gastspieler bei Celtic Glasgow auf. Am Ende der Spielzeit 1923/24 stieg er mit dem Klub in die Second Division ab, nach dem verpassten Wiederaufstieg beendete er im Sommer 1925 nach über 200 Meisterschaftstoren seine aktive Laufbahn.
Im Rahmen des British Home Championship 1912/13 wurde Elliott erstmals in der englischen Nationalmannschaft berufen, bei der 1:2-Niederlage gegen Irland blieb er als Mittelstürmer ebenso wie seinem zweiten Länderspieleinsatz im Februar 1914 gegen den gleichen Gegner bei einer 0:3-Niederlage zum Auftakt des British Home Championship 1913/14 ohne Torerfolg. Am 15. März 1920 kehrte er zu seinem dritten Länderspiel im Alter von 31 Jahren in die Auswahl zurück. Bis 1923 wurde er noch vereinzelt berufen, blieb aber ohne weiteren Einsatz.
Elliott war hauptberuflich als Leiter einer Frachtabteilung. Im August 1925 verursachte er einen Verkehrsunfall mit Todesfolge, in dessen Folge wegen Totschlags gegen ihn ermittelt wurde. Im Juni 1926 war er in einen Unfall mit einem Motorradgespann verwickelt, bei dem der Insasse des Beiwagens ebenfalls ums Leben kam. Im September 1926 wurde er wegen Trunkenheit am Steuer zu einer Geldstrafe und dem Entzug des Führerscheins für zwölf Monate verurteilt.